# اتحاد جهانی بی‌خدا

نماد عمومی بی‌خدایی که در مسابقه سال ۲۰۰۷ AAI انتخاب شد.

اتحادیه جهانی خداناباور (به انگلیسی: Atheist Alliance International) (مخفف:AAI) شبکه‌ای از گروه‌های مستقل بی‌خدایی در سراسر دنیا است. این سازمان در سال ۱۹۹۱ تاسیس شده است.
دیدگاه این بنیاد به این شکل عنوان شده است: «تبدیل جامعه به جامعه‌ای که بی‌خدایی را درک می‌کند و به آن احترام می‌گذارد؛ که جهان‌بینی بر اساس ارزش‌های عقل، تجربه‌گرایی و طبیعت‌گرایی را حمایت کرده و محترم می‌شمرد، و جدایی دین از حکومت و حقوق بشر بی‌خدایان را به عنوان اعضای جامعه آزاد، دموکرات و باز محترم شمرده و از آن حفاظت می‌کند.»
فعالیت‌های AAI از این قرار است:
- تسهیل و میزبانی کنوانسیون‌ها و کنفرانس‌ها در سراسر جهان؛
- انتشار مجله سه‌ماهانه «جهان سکولار»؛
- ارائه پول تاًسیسی و دیگر منابع به گروه‌های جدید بی‌خدایان در مناطق و کشورهای محروم؛
- میزبانی پروژه‌های داوطلبانه در سراسر جهان برای بهبود کیفیت زندگی؛ و
- لابی در سطح دنیا برای آزادی عقیده و دفاع و گسترش حقوق بشر، به ویژه برای بی‌خدایان و دیگر افرادی که مورد تبعیض دینی یا هر تبعیض دیگر قرار می‌گیرند.[۳]

## سازمان وابسته در ایران
آتئیست ایران، یکی از سازمان های وابسته اتحادیه جهانی خداناباور است که در راستای سیاست ها و فعالیت های این سازمان فعالیت می کند.